# Греховское сельское поселение
Греховское се́льское поселе́ние — муниципальное образование в составе Советского района Кировской области.
Административный центр — деревня Грехово.

## Географические данные
По территории поселения протекают реки Вятка, Ишлык, Сельдюга и Кукарка .

## История
Греховское сельское поселение образовано 1 января 2006 года согласно Закону Кировской области от 07.12.2004 № 284-ЗО.

## Население
| 2010  | 2012  | 2013  | 2014  | 2015  | 2016  | 2017  |
| ----- | ----- | ----- | ----- | ----- | ----- | ----- |
| 1392  | ↗1404 | ↗1437 | ↘1432 | ↘1426 | ↘1411 | ↘1395 |
| 2018  | 2019  | 2020  | 2021  |       |       |       |
| ↘1320 | ↘1252 | ↗1275 | ↘1092 |       |       |       |

## Состав сельского поселения
| №  | Населённый пункт  | Тип населённого пункта          | Население |
| -- | ----------------- | ------------------------------- | --------- |
| 1  | Волчиха           | деревня                         | 12        |
| 2  | Грехово           | деревня, административный центр | 951       |
| 3  | Жучково           | деревня                         | 8         |
| 4  | Зелёный           | посёлок                         | 341       |
| 5  | Ишлык             | село                            | 16        |
| 6  | Мальково          | деревня                         | 0         |
| 7  | Нефтебаза         | посёлок                         | 21        |
| 8  | Ситемка           | село                            | 30        |
| 9  | Смутяки           | деревня                         | 6         |
| 10 | Трактовая Кукушка | деревня                         | 7         |

### Упразднённые населённые пункты
- Соломинский
- Городище
- Валово
- Васенёво
- Большое Лужаново
- Малое Лужаново